# Andréanne Larouche
Pour les articles homonymes, voir Larouche.
Andréanne Larouche, née en 1982 à Cowansville au Québec, est une femme politique québécoise. Elle est élue députée fédérale de Shefford le 21 octobre 2019, sous la bannière du Bloc québécois, succédant ainsi au député libéral sortant Pierre Breton.

## Biographie
Née à Cowansville et ayant grandi à Brigham, Andréanne Larouche est la fille de Rachel Poirier et d'André Larouche. Elle étudie en art et technologies des médias au Cégep de Jonquière de 1999 à 2002, puis en politique appliquée (cheminement communication) à l'Université de Sherbrooke de 2004 à 2007. Elle est membre, jusqu'à son élection en 2019, de plusieurs conseils d'administration, dont ceux du Groupe Écosphère (OSBL en environnement), du Musée des communications et d'histoire de Sutton et de Sutton Jazz. Elle est également présidente du Parti québécois de Brome-Missisquoi. Au moment de son élection, elle est chargée de projets en sensibilisation à la maltraitance et à l’intimidation envers les personnes aînées pour l'organisme Justice alternative et médiation, à Granby,.
Militante indépendantiste de longue date, Andréanne Larouche est attachée politique du député bloquiste de Brome-Missisquoi Christian Ouellet jusqu'en 2011. Elle occupe ensuite le même poste à l'Assemblée nationale du Québec pour la députée d'Iberville Marie Bouillé lorsque le Parti québécois est au pouvoir entre 2012 et 2014. En 2018, elle est candidate défaite dans la circonscription provinciale de Brome-Missisquoi, où elle termine en quatrième position. 
Choisie candidate dans Shefford en août 2019, elle remporte une lutte serrée contre le libéral Pierre Breton. En novembre, Yves-François Blanchet la nomme porte-parole pour les dossiers des Aînés et de la Condition féminine et l'égalité des genres. 

## Résultats électoraux

### Provincial
|                                                                                               | Nom                | Parti               | Nombre de voix | %      | Maj.  |
| --------------------------------------------------------------------------------------------- | ------------------ | ------------------- | -------------- | ------ | ----- |
|                                                                                               | Isabelle Charest   | Coalition avenir    | 18 407         | 44,4 % | 8 369 |
|                                                                                               | Ingrid Marini      | Libéral             | 10 038         | 24,2 % | -     |
|                                                                                               | Alexandre Legault  | Québec solidaire    | 7 167          | 17,3 % | -     |
|                                                                                               | Andréanne Larouche | Parti québécois     | 4 446          | 10,7 % | -     |
|                                                                                               | Elisabeth Dionne   | Vert                | 978            | 2,4 %  | -     |
|                                                                                               | Manon Gamache      | Citoyens au pouvoir | 247            | 0,6 %  | -     |
|                                                                                               | Marc Alarie        | Voie du peuple      | 190            | 0,5 %  | -     |
| Total                                                                                         | Total              | Total               | 41 473         | 100 %  |       |
| Le taux de participation lors de l'élection était de 70,7 % et 623 bulletins ont été rejetés. |                    |                     |                |        |       |